# Умберто Матурана
Умберто Матурана Аугусто Ромесін (ісп. Humberto Maturana, Сантьяго-де-Чилі, 14 вересня 1928 — 6 травня 2021) — видатний чилійський біолог, філософ і письменник , який працював на стику біології та епістемології. Його робота мала суттєвий вплив у багатьох сферах, головним чином у галузі системного мислення та кібернетики. Багато хто вважає його одним з групи теоретиків кібернетики другого порядку, таких як Гайнц фон Ферстер, Гордон Паск, Герберт Брюн та Ернст фон Глазерсфельд.
Вивчав медицину в Університеті Чилі, потім біологію в Англії. У 1958 році отримав ступінь доктора в області біології в Гарварді.
Пізніше, разом зі своїм студентом, а згодом співробітником Франциско Варелою, та Рікардо Б. Урібевін він створив концепцію аутопоезису про самогенеруючу, самозберігаючу структуру в живих системах та такі поняття, як структурний детермінізм та структурний зв'язок. У своїй книзі «Про машини та живих істот» 1972 року він визначає, що організація живих систем пояснюється замкненими мережами самовиробництва компонентів, що роблять їх складовими. Він також заклав основи «біології пізнання», дисципліни, яка відповідає за пояснення роботи живих істот як замкнених систем і визначається в їх структурі.

## Біографія
Умберто Матурана народився в 1928 році в Сантьяго (Чилі). Матурану виховувала його мати Ольга Ромесін, соціальний працівник поліклініки Сантьяго-де-Чилі, яка розлучилася з чоловіком, коли Умберто було один-два роки. Мати змалку навчала його прати, готувати та в'язати, завдання, які ті роки вважали для жінок. Інтерес Матурани до біології та походження живих істот проявився з дуже молодих років. У віці 11 років, після того як бабуся померла, мати перестала водити його та брата на месу і навчала їх про нюанси між добром і злом, а також про відсутність первородного гріха. Приблизно в той же час, він супроводжував свою матір на домашньому візит в районі Пунта-де-Ріелес, в Макулі, де він бачив крайню бідність, в якій перебувала жінка з дитиною молодше його. Відтоді він перестав вірити в Бога.
Середню освіту майбутній вчений здобував в ліцеї Мануеля де Саласа. Його дитинство було самотнім. Його мати працювала, а батько був відсутньою фігурою. У 12 років він захворів на туберкульоз легенів, саме тому він провів три роки у спокої та ще два роки у лікарні. Матурана скористався своїм доступним часом для читання книг, таких як «Так говорив Заратустра» Фрідріха Ніцше, незважаючи на те, що йому треба було залишатися в спокої та було заборонено читати. Поки він був госпіталізований близько року в лікарні Сальвадору, молодий Матурана в якості гри та способу подолання цієї важкої хвороби, попросив лікарів кампусу не називати його Умберто, а скоріше «містером Ірігоітією». Подібним чином він згодом був госпіталізований до санаторію Путаендо, де, натхненний Книгою Буття, він попросив його назвати Тувал-Каїном, як біблійний персонаж, який походить від Каїна. Таким чином, думав він, пацієнт — це не він, а персонажі, яких він створював.
Нарешті, йому вдалося врятувати себе від туберкульозу саме тоді, коли він розпочав медичні дослідження, завдяки стрептоміцину, першому антибіотику, нещодавно створеному для боротьби з цією хворобою.

### Молодість та вища освіта
У 1950 році він вступив на медичний факультет Чилійського університету. Хоча він і не отримав наукового ступеня, там він був асистентом курсу біології, який викладав професор Габріель Гашич. У 1954 році він переїхав до університетського коледжу Лондона для вивчення анатомії та нейрофізіології завдяки гранту Фонду Рокфеллера. Наступного року, у Лондоні та у віці 27 років, у нього з першою дружиною Марухою народився перший з двох дітей. Маруха, було також студенткою медицини, 20 років. Відсутність батька для Умберто означала, що він імпровізував у власній ролі батька, в якій він мусив справлятися з жорсткими академічними вимогами. В результаті, як вчений скаже пізніше, він не міг бути таким присутнім у дитинстві своїх дітей, як він хотів би.
У 1958 р. здобув ступінь доктора біології в Гарвардському університеті, США. Того ж року він почав працювати науковим співробітником на кафедрі електротехніки Массачусетського технологічного інституту (MIT), де пробув до 1960 року. Того ж року повернувся до Чилі як другий асистент курсу біології Медичної школи Чилійського університету. Приблизно в цей час народився його другий син.

### Професійне життя

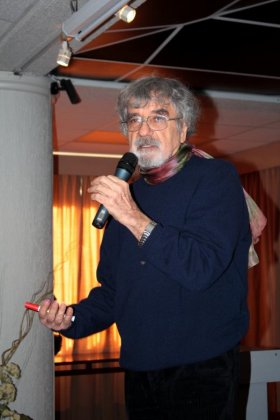
Матурана в червні 2009 р. під час його презентації «Біологічна теорія пізнання» в Центрі розширень Університету Антофагасти.

З 1965 року став професором кафедри біології факультету наук Чилійського університету. У цьому статусі протягом 1970-х років він створив і розробив разом із своїм помічником Франциско Варелою концепцію автопоезису. Близько 1978 року він одружився повторно, цього разу з Беатріз Генч, спеціалісткою з І цзин і таро, з якою він розпочав тривалі стосунки на 35 років.
Пізніше він вперше зафіксував діяльність спрямованої клітини сенсорного органу разом із вченим Джеромом Летвіном з Массачусетського технологічного інституту . Обоє були номіновані на Нобелівську премію з медицини та фізіології, хоча так і не здобули нагороду.
У 1988 році він був одним із засновників політичного руху Independientes por el Consenso Democrático (Незалежні за Демократичним Консенсусом).
У 1990 році був призначений прославленим сином комуни Ньюноа (Сантьяго-де-Чилі). У 1992 році він був оголошений почесним доктором Брюссельського вільного університету. Того ж року разом з біологом Хорхе Мподозісом він підняв ідею еволюції видів шляхом природного дрейфу, засновану на нейтралістській концепції, згідно з якою представники лінійних поколінь виконують свій автопоезис і зберігаються трансгенераційно у певному онтогенетичному способі життя або фенотипі, який залежить від історії взаємодії, і новаторство якого призвело б до диверсифікації родоводів.
У 1994 році він отримав Національну наукову премію Чилі за наукові дослідження в галузі біологічних наук, зокрема щодо зорового сприйняття хребетних, та за внесок у теорію знань, орієнтовану на освіту, спілкування та екологію.
У 1997 році, все ще викладаючи в Чилійському університеті, Матурана познайомився з сімейною радницею Ксіменою Давілою. Ідея Ксімени про те, що біль має культурне походження, привернула увагу біолога. Так, у 2000 році обидва заснували Інститут навчання матрізтиці (ісп. Instituto de Formación Matríztica), присвячений, за їхніми власними словами, «супроводжувати людей у людських спільнотах та організаціях у їхніх процесах трансформації та культурної інтеграції».
У 2013 році померла Беатріз Генч, яка була його партнером протягом 35 років. Йому важко було прийняти цю втрату. В даний час розробляється проєкт для зняття документального фільму про його життя та творчість.

## Праці
Матурана опублікував кілька десятків наукових статей як окремо, так і разом з іншими вченими. Нижче перелічені його книги та роботи, присвячені автору.

### Книги
- 1966: Об'єктивність: аргумент сили
- 1972: Про машини та живих істот: теорія про біологічну організацію (з Франциско Варелою)
- 1980: Автопоезис і пізнання: реалізація живого (з Франциско Варелою)
- 1984: Дерево знань: біологічні основи людського розуміння (разом з Франциско Варелою)
- 1990: Емоції та мова в освіті та політиці
- 1991: Почуття людського (з Сімою Нісіс де Резепкою)
- 1993: Любов і гра: Забуті основи людини від патріархату до демократії (з Гердою Верден-Целлер)
- 1994: Демократія — це витвір мистецтва
- 1995: Від біології до психології (з Хорхе Лусоро Гарсією)
- 1995: Реальність, об'єктивна чи побудована? Т. 1, Біологічні основи реальності
- 1996: Реальність, об'єктивна чи побудована? Т. 2, Біологічні основи знань
- 1997: Онтологія реальності (з Крістіною Магро, Міріам Граціано та Нельсоном Вазом)
- 1999: Про походження видів шляхом природного дрейфу
- 2000: Формування та навчання людини (разом із Сімою Нісіс де Резепкою та Хайме Класеном)
- 2004: Від буття до справи: витоки біології пізнання (разом з Бернгардом Перксеном)
- 2004: Любов і стрибки: Перекошені основи людського патріархату до демократії (з Гердою Верден-Целлер, Умберто Маріотті та Лією Діскін)
- 2007: Походження гуманності в біології кохання (з Гердою Верден-Целлер та Пілле Баннел)
- 2008: Житло людини в шести есеях з культурно-біологічного спрямування
- 2015: Дерево життя (разом із Ксіменою Давілою)
- 2019: Історія нашого повсякденного життя (з Ксіменою Давілою)

### Книги про Умберто Матурану
- 1980: Розмова з Матураною про освіту (Мігель Лопес Мелеро; перевидано в 2003 році)
- 1992: Розмови з Умберто Матураною: запитання психотерапевта до біолога (Курт Людевіг Корнехо та Умберто Матурана)

### Відео
- Матурана. Біологія пізнання та мови. 13 класів. Університет Каліфорнії та Американська філософська асоціація. Медіа-центр розширення. 1980 рік.
- Матурана. Лекції Матурани. Діалоги про Матурану. Інститут сімейної терапії Східної Вірджинії. Вірджинія-Біч, штат Вірджинія, США. 06 конференцій. 1984 рік.
- Матурана. Семінар Умберто Матурана Р. Інститут сімейної терапії Сан-Паулу. 3 конференції.

## Нагороди та відзнаки
- 1990: Прославлений син комуни Ньюноа (Сантьяго-де-Чилі)
- 1992: почесний доктор Брюссельського вільного університету
- 1994: Національна наукова премія Чилі[9]
- Премія Маккалоха, присуджена Американською кібернетичною асоціацією[19]
- 2009: Медаль Університету Сантьяго де Чилі (золота категорія) та доктор почесних справ університету Сантьяго де Чилі[15]

## Дивитися також
- Аутопоез
- Теорія систем
- Динаміка систем
- Динамічна система
- Складна система
- Кібернетика